# Stefanos Christopulos
Stefanos Christopulos (gr. Στέφανος Χρηστόπουλος; ur. 1876, zm. ?) – grecki zapaśnik i sztangista, medalista olimpijski z Aten.
Na igrzyskach w Atenach zdobył brązowy medal. W swojej pierwszej walce pokonał Węgra Momcsilló Tapaviczę. W półfinale zmierzył się ze swoim rodakiem, Jeorjosem Tsitasem. Christopulos doznał w tej walce kontuzji barku i w konsekwencji musiał poddać walkę.
Christopulos brał również udział w Olimpiadzie Letniej 1906. Startował w wadze ciężkiej. W pierwszej rundzie pokonał Austriaka Rudolfa Arnolda, jednak w ćwierćfinale przegrał z Belgiem Marcelem Dubois. Ponadto uczestniczył w zawodach podnoszenia ciężarów, jednak zajmował dalsze miejsca (11. w podnoszeniu jednorącz i 7. w podnoszeniu oburącz).
Medalista igrzysk panhelleńskich (1904, 1906). Z zawodu był sprzedawcą ryb.